# Elisabeth Mulder
Elisabeth Mulder Pierluisi,  o de casada Elizabeth Mulder de Dauner (Barcelona, 9 de febrero de 1904-Barcelona, 28 de noviembre de 1987) fue una escritora, poetisa, traductora, periodista y crítica literaria española, que por edad puede inscribirse en la generación del 27 femenina, las Sinsombrero.

## Biografía
Elisabeth Mulder Pierluisi nació el 9 de febrero de 1904 en Barcelona. Hija de Enrique Mulder García, médico hijo de holandés y española, y Zoraida Pierluisi Grau, portorriqueña con ascendencia italiana y española. De su padre heredó el marquesado de Tedema Toelosdorp de los Países Bajos, aunque ella nunca usó el título.
Pasó parte de su infancia en el país natal de su madre, Puerto Rico, antes de trasladarse a los siete años a Barcelona, donde residiría la mayor parte de su vida. Vivió una vida cosmopolita y viajó por Europa, aprendiendo cuatro idiomas además del español y del inglés, ambos nativos. Dominaba además el alemán, el francés, el italiano y el ruso, lo que le permitió traducir directamente a Pushkin. Por influencia de su madre, también recibió educación musical y estudió piano teniendo como profesor a Enrique Granados en la escuela que éste dirigía en la ciudad condal.
En 1919 ganó un concurso de poesía con el poema «Circe» y por estos años comienza también su colaboración periodística en El Noticiero Universal, de Barcelona, en el que se hizo cargo de la sección sobre literatura inglesa, en la que Mulder se dedicaba al comentario de la novela victoriana. En 1921 se casó con el abogado y político catalán Ezequiel Dauner Foix, casi treinta años mayor que ella, con quien tuvo un hijo, Enrique Dauner Mulder. Su esposo falleció en 1930.
Publicó su primer poemario —Embrujamiento— en 1927 y su primera novela en 1934, Una sombra entre los dos, a la que siguió La historia de Java (1935), un relato de delicado lirismo sobre la historia de una gata, independiente y errabunda, a la que llaman Java porque "andaba con una elegancia emocionante, a la vez decadente y ritual, de bailarina de Batavia". Esta obra recibió buenas críticas de Manuel Azaña y Juan José Domenchina. Juan Manuel de Prada, quien dedicó a la escritora un ensayo en 2018, Sinfonía en rojo, cree que esa gata representa el alma femenina. Además cultivó la literatura infantil y el teatro (Casa Fontana y Romance de media noche) en colaboración con María Luz Morales y otras inéditas. Antes de la Guerra Civil compartió estas actividades poéticas con las colaboraciones periodísticas en los diarios Mundo Gráfico y El Hogar y la Moda de Madrid; Las Provincias de Valencia, y La Noche, de Barcelona. También tradujo, principalmente poesía, aunque de esta época data su traducción de La buena tierra, de Pearl S. Buck, Las mejores poesías líricas de Baudelaire o Las mejores poesías líricas de Pushkin. Vino a continuación la etapa de colaboración de los cuentos en prensa en Brisas y Lecturas (años 1930 a 1935) con una treintena de cuentos. Durante la guerra sufrió una grave nefritis que la tuvo en cama durante un año, en el que escribió Preludio a la muerte, novela que no apareció hasta 1941 y que tuvo problemas con la censura a causa del suicidio de la protagonista. Fue adaptada para el cine con el título de Verónica, pero no se conserva en la Filmoteca Nacional. Aparte de esta novela, la traducción fue su actividad fundamental.
Entre los cuarenta y los sesenta formó parte del círculo cultural de Eugenio d'Ors en la Academia del Faro de San Cristóbal y en la tertulia Trascacho. Colaboró en las revistas Ínsula y Vértice. Tradujo de varias lenguas; destacan sus versiones de Baudelaire, John Keats y P. B. Shelley. En el año 1944 publicó una de sus obras más famosas: El hombre que acabó en las islas (Barcelona, Apolo), que relata en buena parte el proceso de aprendizaje y madurez de un joven en los escenarios de España, países nórdicos y finalmente Puerto Rico, donde recrea el ambiente de su propia infancia. En 1945 dio a luz una nueva colección de relatos breves titulada Este mundo (Barcelona, Artigas, colección Sirena) que, sin duda, es una de sus obras más interesantes. En 1947 apareció Alba Grey, otra de sus novelas de gran mundo que la consagraron definitivamente junto con El hombre que acabó en las islas. En 1953 publicó su novela más barojiana según la crítica: El vendedor de vidas (Barcelona, Juventud). En el año 1954 escribió Flora, otra novela breve. Luna de las máscaras (Barcelona, AHR) fue su última novela publicada en 1958. En ella se ejerce una técnica en perspectiva, contando una historia en la que cada fragmento pertenece al punto de vista de un personaje distinto. Durante los años cuarenta y cincuenta también publicó cuentos en prensa, unos cuentos en los que se ocupa con muy especial interés del tema de la identidad, que adquiere un aspecto inquietante. Los publicó en los diarios Destino, Solidaridad Nacional, El Correo Literario de Barcelona; en la revista literaria Ínsula. 
Elisabeth Mulder cultivó también la narración infantil en dos libros, Los cuentos del viejo reloj (Barcelona, Juventud, 1941), y Las noches del gato verde (Salamanca, Anaya, 1963). Además en el año 1976 tradujo el libro infantil La lente mágica de Astrid Bergman Sucksdorff, (Barcelona, RM). Siguió alternando su producción literaria con la periodística colaborando en La Vanguardia Española, Destino y Solidaridad Nacional, de Barcelona, ABC de Madrid e Índice Literario de Caracas, entre otros, y en 1954 y 1955 se hizo cargo de la sección “Letras inglesas” de Ínsula de Madrid. En los años 1960 y 1970 desarrolló una intensa labor como conferenciante, requerida por importantes instituciones y universidades españolas y extranjeras, las de Boston y Puerto Rico la reclamaron. En los ochenta perdió progresivamente la vista. Acabó aun así una novela, El retablo de Salomé Amat, que según se deduce de algunas declaraciones suyas era una novela en la que llevaba trabajando durante más de veinte años, aunque conoció sucesivas redacciones y tuvo algunas modificaciones. En esta novela se narra la historia de una familia a través de cuatro generaciones de mujeres de la misma. Recopiló también un libro de relatos titulado Al otro lado de la calle, compuesto por seis cuentos, tres ya publicados anteriormente y tres inéditos. Según Prada, como narradora se trata de una escritora muy culta y en la línea de Somerset Maugham.

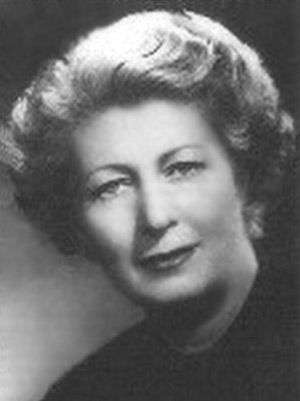
Elisabeth Mulder

En su poesía pasó de un simbolismo decadentista atormentado al equilibrio clásico del novecentismo. Su narrativa se encuentra entre la novela deshumanizada de vanguardia y la novela neorrealista de posguerra, pero posee elementos característicos interesantes, como su concepción de la identidad y del amor o la utilización del humor como elemento destopificador. Son novelas psicológicas, de ambiente niquelado y moderno; las protagonistas de sus novelas suelen ser jóvenes que hablan idiomas, viajan por el extranjero, van a colegios suizos y juegan al bridge. Heroínas que se enfrentan al amor con una resolución no desprovista de cierta ambigüedad (no es difícil adivinar en sus obras comportamientos levemente lésbicos). La escritura de Mulder recuerda en ocasiones a escritoras como Katherine Mansfield, Rosamond Lehmann o Elizabeth Bowen.
Mantuvo una relación con la deportista y escritora Ana María Martínez Sagi. Cuando la madre de Sagi tuvo conocimiento de ello les obligó a la ruptura.
La revista venezolana La Lírica Hispana le dedicó un número monográfico en 1962.
En el año 2010 fue rescatada, junto a 19 nombres más, por Pepa Merlo en la antología Peces en la Tierra. Antología de mujeres poetas en torno a la Generación del 27, editada por la Fundación José Manuel Lara en la colección Vandalia. En el año 2023 Amarillo Editora publicó una nueva edición revisada de su novela Alba Grey.

## Obras
- Embrujamiento. Barcelona: Cervantes, 1927. Poesía.
- La canción cristalina. Barcelona: Cervantes, 1928. Poesía.
- Sinfonía en rojo. Barcelona: Cervantes, 1929. Poesía.
- La hora emocionada. Barcelona: Cervantes, 1931. Poesía.
- Paisajes y meditaciones. Barcelona: Atenas, 1933. Poesía.
- Una sombra entre los dos. Barcelona: Ediciones Edita, 1934 (reeditada en Renacimiento, Sevilla, 2018; edición y prólogo de Pepa Merlo). Novela.
- La historia de Java. Barcelona: Juventud S.A., 1935. Novela.
- Romance de media noche, (con María Luz Morales), 1936. Teatro.
- Preludio a la muerte. Madrid: Pueyo, 1941. Novela.
- Una china en la casa y otras historias. Barcelona: Surco, 1941. Cuentos.
- Los cuentos del viejo reloj. Barcelona: Juventud S.A., 1941. Cuento.
- Crepúsculo de una ninfa. Barcelona: Surco, 1942. Novela.
- El hombre que acabó en las islas. Barcelona: Apolo, 1944. Novela.
- Más. Barcelona: Selecciones literarias, 1944. Novela.
- Las hogueras de otoño. Barcelona: Juventud S.A., 1945. Novela.
- Este mundo. Barcelona: Artigas, 1945. Cuentos.
- Galerstein: Apolo, 1946
- Alba Grey. Barcelona: José Janés, 1947. Novela.
- Casa Fontana, 1948. Teatro.
- Poemas mediterráneos, 1949. Poesía.
- Día negro. Madrid: Rollán, 1953
- Flora. Madrid: Tecnos, 1953. Novela.
- El vendedor de vidas. Barcelona: Juventud S.A., 1953. Novela.
- Eran cuatro. Madrid: Tecnos, 1954. Novela.
- Luna de las máscaras. Barcelona: AHR, 1958. Novela.
- Pareja y borras, 1958
- Las noches del gato verde. Madrid: Anaya, 1963. Cuento.
- Sentados en un banco de piedra, 1984. Cuento.
- Sol y el niño, 1985. Cuento.
- El Retablo de Salomé Amat. Novela póstuma (Ed. y prólogo de Pepa Merlo), Renacimiento. Col. Espuela de Plata. 2020.

## Fuente
- María del Mar Mañas Martínez, "Elisabeth Mulder: una escritora en la encrucijada entre el Modernismo y la Modernidad", en Arbor: Ciencia, pensamiento y cultura, núm. 719, 2006, p. 385-396.